# Вільям Гаскіссон
Вільям Гаскіссон (англ. William Huskisson; 11 березня 1770 — 15 вересня 1830)  британський державний діяч, фінансист і член парламенту від декількох округів, в тому числі Ліверпуля. Він відомий, як перша у світі широко висвітлена залізнична жертва, оскільки був збитий і смертельно поранений одним із перших локомотивів Джорджа Стефенсона.